# Livan Burcu
Livan Baha Burcu (* 28. September 2004 in Frankfurt am Main) ist ein deutsch-türkischer Fußballspieler. Der Mittelfeldspieler steht beim 1. FC Union Berlin unter Vertrag und ist türkischer U21-Nationalspieler.

## Karriere
Burcu begann in seiner Geburtsstadt mit dem Fußballspielen, zunächst in der Jugend des FSV Frankfurts. 2014 wechselte er zur Frankfurter Eintracht, wo er die weiteren Jugendmannschaften durchlief. 2020 kam er in einigen Spielen der U-17 in der U-17-Bundesliga zum Einsatz und konnte dabei auch ein Tor erzielen. Daraufhin verließ er jedoch die Eintracht und ging in die Türkei, wo er im Januar 2021 einen Vertrag bei Beşiktaş Istanbul unterschrieb. Im Juli 2022 kehrte er nach Deutschland zurück und schloss sich dem SV Sandhausen an. Dort kam er zunächst in der U-19 zum Einsatz, die in der A-Junioren-Oberliga Baden-Württemberg spielte. Dort konnte er in 26 Ligaspielen 21 Tore erzielen und war so maßgeblich daran beteiligt, dass die Sandhäuser am Saisonende die Meisterschaft gewannen und aufstiegen. Daraufhin unterschrieb Burcu im April 2023 einen Profivertrag über die kommende Spielzeit in Sandhausen.
Zur Saison 2023/24 stieg er fest in den Profikader der Sandhäuser auf, die in der Saison zuvor aus der 2. Bundesliga in die 3. Liga abgestiegen waren. Sein Profidebüt gab er am 1. Spieltag der Drittligasaison beim 0:0-Unentschieden gegen den VfB Lübeck, bei dem er sogar in der Startformation seiner Mannschaft stand.
Im Laufe seiner ersten Profisaison etablierte sich Burcu zum herausstechenden Stammspieler und galt als Entdeckung der Saison. Übereinstimmenden Berichten zufolge hat Burcu mit seinen starken Einsätzen für Magdeburg während dieser Spielzeit das Interesse mehrerer Top-Klubs geweckt. Laut kicker zählen gute Dribblings, mit der Burcu immer wieder die gegnerische Abwehr knackt und seine Torgefahr zu seinen Stärken.
Im Juli 2024 wechselte er zum 1. FC Union Berlin und wurde im selben Zug für ein Jahr an den 1. FC Magdeburg verliehen.
Am 22. März 2024 feierte Burcu sein Debüt für die türkische U 21-Nationalmannschaft gegen Georgien. Er wurde in der 78. Minute eingewechselt und holte beim 2:1-Sieg der Türkei einen Elfmeter heraus.
Burcu besitzt einen Ausrüstervertrag mit Puma.